# أنتوني هيد
أنتوني ستيوارت هيد (بالإنجليزية: Anthony Head)‏ (وُلد في 20 فبراير 1954 في لندن) هو ممثل ومدبلج إنجليزي، وهو أخو موراي هيد.

## وصلات خارجية
- مقالة عنه
- أنتوني هيد على موقع IMDb (الإنجليزية)
- أنتوني هيد على موقع ألو سيني (الفرنسية)
- أنتوني هيد على موقع ميوزك برينز (الإنجليزية)
- أنتوني هيد على موقع أول موفي (الإنجليزية)
- أنتوني هيد على موقع قاعدة بيانات الأفلام السويدية (السويدية)
- أنتوني هيد على موقع إن إن دي بي (الإنجليزية)
- أنتوني هيد على موقع ديسكوغز (الإنجليزية)
- أنتوني هيد على موقع قاعدة بيانات الفيلم (الإنجليزية)
- أنتوني هيد على موقع كينوبويسك (الروسية)